# حامد البياتي
حامد البياتي (1952 - ) هو عضو المجلس الأعلى للثورة الإسلامية في العراق، وممثله في لندن قبل الاحتلال الأمريكي للعراق، وبعده، ودبلوماسي وأكاديمي ومؤلف عراقي، حاصل على درجة البكالوريوس من جامعة بغداد ودرجة الماجستير من جامعة القاهرة ودكتوراه في السياسة من جامعة مانشستر في مانشستر بإنجلترا.
من 2004 حتى 2006 كان البياتي نائب وزير خارجية العراق للشؤون السياسية والعلاقات الثنائية. ثم انتقل بعد ذلك إلى منصب الممثل الدائم للعراق لدى الأمم المتحدة من عام 2006 حتى عام 2013. وفي عام 2006، وهو عامه الأول في هذا المنصب، اُنتخبَ رئيسًا للجنة الثالثة (الاجتماعية والإنسانية والثقافية) للجمعية العامة للأمم المتحدة الحادية والستين.
ألّفَ البياتي عدةَ كتب، منها؛ «من الديكتاتورية إلى الديمقراطية رواية من الداخل للمعارضة العراقية صدام حسين» نشرته مطبعة جامعة بنسلفانيا (2011) مع مقدمة بقلم بيتر جالبريث. نوقش الكتاب في عدة برامج تلفزيونية، منها استضافة جون ستيوارت في الديلي شو تأييداً للكتاب. وله كتاب (صدام حسين والمؤامرة الكبرى)، وكتاب (أسرار انقلاب 8 شباط).
حاليًا، البياتي أستاذ مساعد في جامعة فوردهام وجامعة روتجرز وجامعة فوردهام، كما عمل في التدريس في السنوات الأخيرة في جامعة فارلي ديكنسون. كثيرا ما يحاضر في موضوع الأمم المتحدة. وهو أيضًا مستشار أول في القضايا الدولية في مجالات العلوم السياسية. وشؤون الشرق الأوسط؛ والقيادة وحقوق الإنسان في معهد فوردهام للأبحاث والخدمة والتدريس (FIRST).
حصل البياتي على جائزة ألبرت شويتزر للقيادة لعام 2017.